# Ki dit mié
Singles de Magic System
C chô, ça brûle
(2006) On va s'amize
(2008)
Pistes de Ki di mié
Taper Dos
Ki dit mié est une chanson du groupe ivoirien Magic System sortie le 27 juillet 2007. Extrait de l'album de même nom Ki dit mié (2007) la chanson a été écrite par Kore, Bellek, Traoré Salif A'Salfo, Aurélien Mazin et produite par Kore, Bellek. Le single se classe dans le top 10 en France, Ki dit mié arrive numéro deux des clubs en août 2007.

## Clip vidéo
Le clip sort le 13 juillet 2007 sur le site de partage YouTube. D'une durée de 3 minutes et 18 secondes, la vidéo a été visionnée plus de 4,1 million de fois

## Liste des pistes
CD-Single Virgin
1. Ki dit mié (Version Radio) - 2:57
2. Ki dit mié (Version Club) - 3:45

## Performance dans les hit-parades
| Classement (2008)            | Meilleure position |
| ---------------------------- | ------------------ |
| Suisse (Schweizer Hitparade) | 96                 |
| France (SNEP)                | 8                  |
| France (Club 40)             | 2                  |

| Classement annuel (2008) | Position |
| ------------------------ | -------- |
| France (Club 40)         | 5        |